# 울스테인

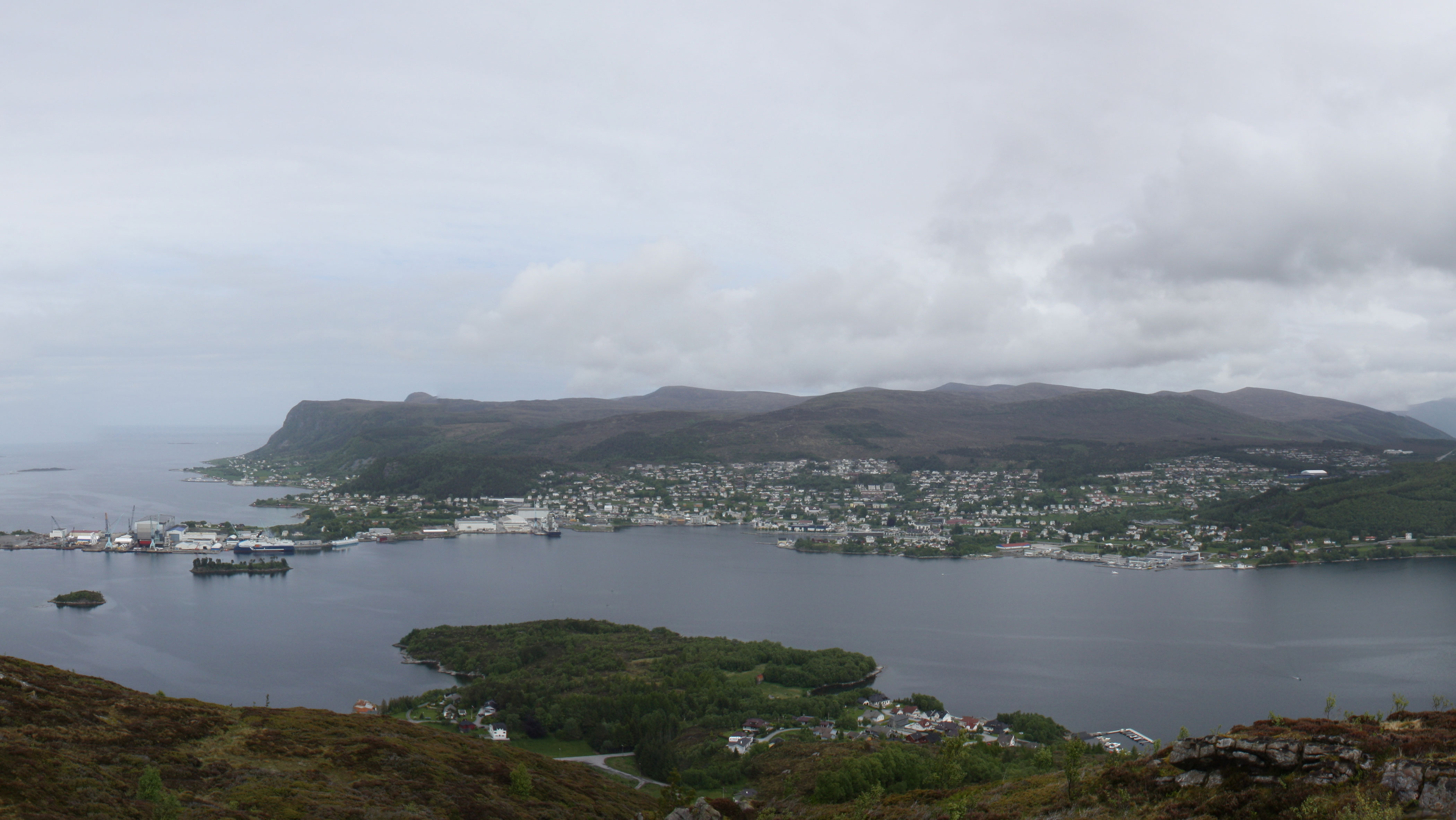
울스테인

울스테인의 위치

울스테인(노르웨이어: Ulstein)은 노르웨이 뫼레오그롬스달주의 도시이자 지방 자치체로 행정 중심지는 울스테인비크이며 면적은 97.42km2, 인구는 7,927명(2014년 기준), 인구 밀도는 83.4명/km2이다.
지방 자치체 이름은 노르웨이어로 "늑대의 돌"을 뜻한다. 하레이들라네트 섬(Hareidlandet) 서반부에 위치한다.

시 문장